# Passione (filme)
'Passione' ("Paixão", em italiano) é um documentário de longa-metragem estadunidense, dirigido em 2010 pelo ator e cineasta John Turturro.
O filme aborda a musicalidade da região de Nápoles, mostrando como influências de diversos países ajudaram a moldar a canção napolitana.
Participam do documentário músicos de estilos diversos, como a fadista portuguesa Mísia, o grupo de reggae italiano Almemegretta e o compositor Pino Daniele. Também são utilizadas imagens de arquivo de cantores como Enrico Caruso e Renato Carosone, autor de boa parte das músicas incluídas na trilha sonora.
Passione foi exibido fora de competição no Festival de Veneza, em 2010. 

## Lista de canções e intérpretes
- Carmela (Mina)
- Vesuvio (Spakka - Neapolis 55)
- Era de maggio (Avion Travel e Mísia)
- I te vurria vasa (Valentina Ok)
- Dicitencello vuje (Riccardo Ciccarelli)
- Malafemmena (Massimo Ranieri e Lina Sastri)
- Maruzzella (Gennaro Cosmo Parlato)
- Comme facette mammeta (Pietra Montecorvino, arranjo de Eugenio Bennato)
- Antica ninna nanna partenope (Don Alfonzo)
- O sole mio (Sergio Bruni, Massimo Ranieri, M'Barka Ben Taleb)
- Bammenella (Angela Luce)
- Don Raffaè (Peppe Barra)
- Passione (James Senese)
- Nun te scurda (Almamegretta, Raiz, Pietra Montecorvino, M'Barka Ben Taleb)
- Tammurriata nera (Peppe Barra, Max Casella, M'Barka Ben Taleb)
- Pistol Packing Mama (Al Dexter & His Troopers)
- Catari (Fausto Cigliano)
- O sarracino/Caravan petrol (Fiorello, Max Casella, John Turturro)
- O sole mio (Renato Carosone, piano)
- A Vucchella (Enrico Caruso)
- Marechiare (Fernando De Lucia)
- Faccia Gialla (Enzo Avitabile, Bottari, Scorribanda)
- Canto delle lavandaie del Vomero (Daniela Fiorentino, Fiorenza Calogero, Lorena Tamaggio)
- Dove sta Zazà? (Pietra Montecorvino, Max Casella)
- Indifferentemente (Mísia)
- Sangh'e (James Senese)
- Napule è (Pino Daniele)